# Alraune (film din 1928)
Alraune (1928) este un film SF de groază german regizat de Henrik Galeen. În rourile prinpale joacă actorii Brigitte Helm, Paul Wegener și Iván Petrovich.

## Prezentare
Brigitte Helm interpretează rolul unei prostituate care este inseminată artificial cu sperma unui om spânzurat. Povestea se bazează pe legenda despre Alraune și despre puterile rădăcinii de mandragoră pentru a impregna femeile. În această versiune, simbioza cauzată de uniunea sexuală dintre om și rădăcină face ca fata să omoare pe toți oamenii care se îndrăgostesc de ea.

## Actorii
- Brigitte Helm - Alraune ten Brinken
- Paul Wegener - Prof. Jakob ten Brinken
- Iván Petrovich - Frank Braun
- Wolfgang Zilzer - Wölfchen
- Louis Ralph - Der Zauberkünstler
- Hans Trautner - Der Dompteur
- John Loder - Der Vicomte
- Mia Pankau - Die Dirne
- Valeska Gert - Ein Mädche von der Gasse
- Georg John - Der Mörder
- Alexander Sasche - Ein Herr im Coupé
- Heinrich Schoroth - Ein Herr in der Bar

## Vezi și
- Listă de filme de groază din anii 1920
- Listă de filme științifico-fantastice din anii 1920
- Listă de filme SF de groază
- Cartea Alraune (1911, de Hans Heinz Ewers)

Format:Henrik Galeen